# Indicatifs régionaux 860 et 959

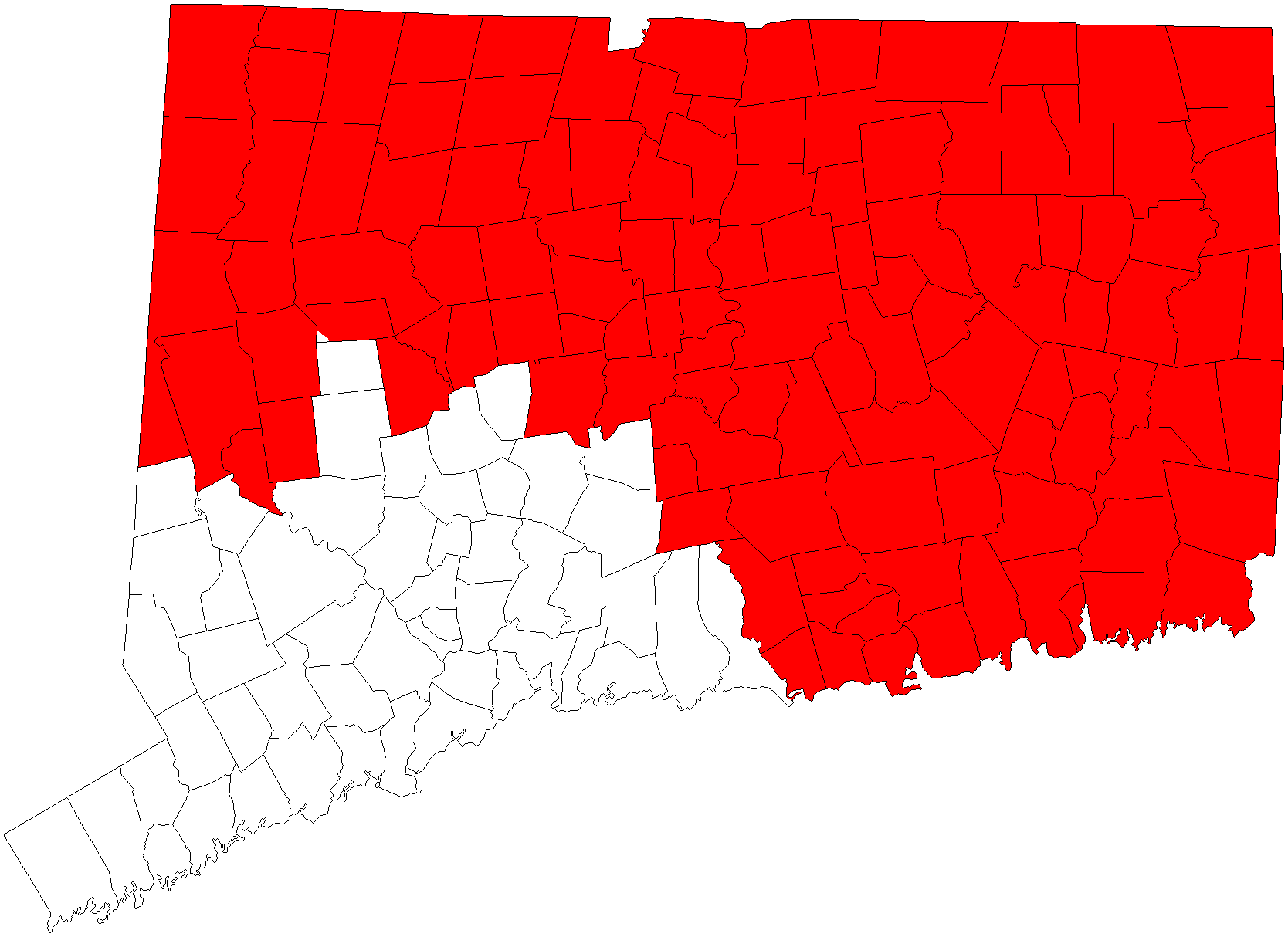
Carte de l'État du Connecticut avec l'indicatif régional 860 en rouge.

L'indicatif régional 860 est l'indicatif téléphonique régional qui dessert l'État du Connecticut aux États-Unis, sauf la partie sud-ouest de l'État qui est desservie par les indicatifs 203 et 245. L'indicatif régional 959 sera introduit par chevauchement de l'indicatif 860 à une date non encore déterminée.
On peut voir les territoires desservis par les indicatifs régionaux du Connecticut sur cette carte de la North American Numbering Plan Administration.
Les indicatifs régionaux 860 et 959 font partie du Plan de numérotation nord-américain.

## Villes desservies par les indicatifs[1]
- Bristol
- East Hartford
- Enfield
- Hartford
- Manchester
- Middletown
- New Britain
- Norwich
- Southington
- Storrs
- Torrington
- West Hartford

## Historique des indicatifs régionaux du Connecticut
Lors de l'implantation du Plan de numérotation nord-américain, l'indicatif 203 couvrait tout l'État du Connecticut.
Le 28 août 1995, une scission de l'indicatif 203 a créé l'indicatif 860. L'indicatif 203 a été réduit à la partie sud-ouest de l'État alors que l'indicatif 860 couvrait le reste de l'État.
Le 12 décembre 2009, l'indicatif 245 a été introduit par chevauchement de l'indicatif 203.
L'indicatif 959 sera introduit par chevauchement de l'indicatif 860 à une date non encore déterminée.